# Omoh Ojabu
Omoh Ojabu, né le 14 décembre 1992, est un footballeur nigérian. Il joue au poste d'attaquant avec l'équipe nigériane de Dolphin FC.

## Biographie

### En club
Omoh Ojabu commence son parcours professionnel en 2008 dans le club nigérian de Dolphin FC où il marque 5 buts en 28 matchs dès sa première saison. Il est même le joueur le plus utilisé de son équipe en championnat.

### En équipe nationale
En 2009, Omoh participe à la Coupe du monde des moins de 17 ans au Nigeria, il y dispute six matchs et inscrit un but contre l'Argentine dès la phase de groupe. Mais le Nigeria bute sur la Suisse en finale à domicile.

## Palmarès

### En équipe

#### En sélection nationale
- Nigeria - 17 ans
  - Coupe du monde - 17 ans
    - Finaliste : 2009.